# 3092 Геродот
3092 Геродот (3092 Herodotus) — астероїд головного поясу, відкритий 24 вересня 1960 року.
Тіссеранів параметр щодо Юпітера — 3,078.